# Rim Banna
Pour les articles homonymes, voir Banna.
Rim Banna  (en arabe : ريم بنّا) est une chanteuse, compositrice, arrangeuse et activiste palestinienne née le 8 décembre 1966 à Nazareth et morte le 24 mars 2018 dans la même ville.

## Biographie
Révélée au début des années 1990 avec ses chansons et comptines pour enfants, Rim Banna atteint la reconnaissance dans le monde arabe et sur la scène internationale grâce à ses enregistrements de musiques et de chansons traditionnelles palestiniennes, qu’elle reprend et arrange en collaboration avec son mari. 
Sa démarche artistique est guidée par sa volonté d’exprimer l’identité du peuple palestinien à travers sa musique traditionnelle, qu’elle contribue à préserver et à promouvoir à travers ses disques et tournées dans le monde. Elle continue aussi à collecter les poèmes populaires et à les mettre en chansons afin de les préserver de la disparition. À ce titre, elle ne se contente pas d'imiter les techniques traditionnelles du chant arabe. « J'essaie d'écrire des chansons qui correspondent à ma voix », dit-elle. « Je veux créer quelque chose de nouveau, qui aide à faire comprendre la musique et l'âme des Palestiniens ».
La popularité de Rim Banna en Europe a commencé après avoir été invitée par la chanteuse norvégienne Kari Bremnes à Oslo en 2003. Les deux artistes ont été engagées par le producteur de musique norvégien Erik Hillestad pour enregistrer avec d’autres artistes l’album  Lullabies from the Axis of Evil, baptisé  « message musical contre la guerre, adressé au président américain George W. Bush par des chanteuses de la Palestine, d’Irak, d’Iran et de Norvège ». 
Rim Banna a enregistré par la suite l’album Mirrors of My Soul, en collaboration avec un quintette européen. Elle y propose une fusion entre la tradition musicale arabe et le style pop occidentale. L'album comprend des chansons de désespoir et d'espoir sur la vie d'un peuple en lutte.

### Mort
Rim Banna est morte d'un cancer le 24 mars 2018 à Nazareth.

## Discographie
- Jafra (1985)
- Your tears Mother (1986)
- The Dream (1993)
- Qamar Abu Leileh (1995)
- Mukagha (1996)
- Al Quds Everlasting (2002)
- Krybberom (2003) Rim Banna & SKRUK
- Lullabies from the Axis of Evil (2004)
- The Mirrors of My Soul (2005)
- This was not my story (2006) Rim Banna & Henrik Koitz
- Seasons of violet (2007)
- April Blossoms. Songs from Palestine Dedicated to All The Children (2009)

## BO avec Rim Banna
Les chansons de Rim Banna figurent dans la BO de nombreux films de fiction et documentaires arabes et internationaux, dont :
- L'Aube du monde, fiction d'Abbas Fahdel, 2008
- Al-Sabbar, documentaire suisse de Patrick Bürge, 2000
- Mahmoud Darwich, et la terre, comme la langue…, documentaire de Simone Bitton et Elias Sanbar, 1997
- Le Rêve arabe, documentaire d'Elia Suleiman
- Nur, court-métrage de Danielle Arbid
- The Jerusalem Call Contribution, MBC TV program, 1997
- Through the veil of exile, documentaire de David Benchetrit
- The call of the roots, documentaire de Nazem Sharidi

- Endless love, téléfilm jordanien de Faisal El Zoabi

### Articles
- (en) « Palestinian Singer Rim Banna:Music and Cultural Self-Assertion », Qantara
- (en) « Lullabies from the Axis of Evil », Harmony Ridge Music
- (en) « 'Axis of Evil' Lullabies: A Nod to Peace », The Washington Post
- (en) « Rim Banna », Global Rhythm